# کاخ‌های هخامنشی در قفقاز
کاوش‌های باستان‌شناسی تاکنون چندین کاخ مربوط به دیوان‌سالاران و مقامات دولتی هخامنشیان در قفقاز را شناسایی کرده است.
از جمله این بناها می‌شود که کاخ هخامنشی در نزدیکی روستای قراجه‌میرلی واقع در غرب جمهوری آذربایجان، کاخ هخامنشی در ساری‌تپه جمهوری آذربایجان و بنای دیگری در گومباتی در گرجستان اشاره کرد.
بررسی این کاخ‌ها نشان می‌دهد که ساخت این بناها در اواخر سدهٔ ششم پیش از میلاد در زمان داریوش بزرگ (۴۸۶–۵۲۱ پیش از میلاد) انجام گرفته و احتمالاً با کوشش داریوش بزرگ در ۱۳-۵۱۲ پیش از میلاد برای چیرگی بر آن بخش از قوم ایرانی‌تبار سکا که ساکن شمال دریای سیاه بودند مرتبط است.
همچنین کاوش‌ها نشان می‌دهد که مقامات ایرانی هخامنشی پس از پایان دوره شاهنشاهی هخامنشی این بناها را ترک کردند. طی دوران هخامنشی منطقه قفقاز تحت تأثیر و نفوذ بسیار قوی پارسیان قرار داشت.